# Pushkin Press
Pushkin Press — британское издательство, специализирующееся на публикации романов, эссе, мемуаров и детских книг. Лондонская компания была основана в 1997 году и известна тем, что публикует произведения таких авторов, как Стефан Цвейг, Марсель Эме, Антал Серб, Поль Моран и Ясуси Иноуэ, а также удостоенных наград современных писателей, среди которых Андрес Неуман, Эдит Перлман, Айелет Гундар-Гошен, Эка Курниаван и Рю Мураками.

## История
Издательство «Pushkin Press» было основано в 1997 году Мелиссой Ульфейн, чьей целью было популяризировать переводную литературу в Великобритании. Оно примечательно тем, что заново открыло малоизвестные произведения европейской классики XX века и во многом способствовало возрождению интереса во всём мире к таким авторам, как Стефан Цвейг и Антал Серб.
В 2012 году издательство «Pushkin Press» купили Адам Фройденхайм, тогдашний издатель Penguin Classics, и Стефани Зегмюллер, бывший старший менеджер по развитию бизнеса Penguin. Зегмюллер покинула «Pushkin Press» в марте 2015 года.
В 2013 году издательство «Pushkin Press» создало издательство «Pushkin Children’s Books», специализирующееся на публикации сказок для маленьких читателей. В первый год своего существования издательство «Pushkin Children’s Books» опубликовало английские переводы французской детской серии «Окса Поллок» Анн Плишота и Сандрин Вульф, первая из которых, «Последняя надежда», стала самым продаваемым произведением компании в 2014 году. Классическая голландская книга «Письмо королю» Тонке Драхт, переведенная на английский язык Лорой Уоткинсон, стала самой успешной детской книгой издательства.
Также осенью 2013 года издательство «Pushkin Press» создало ONE — издательство, специализирующееся на литературных дебютах и выпускающее по одному исключительному произведению художественной или научно-популярной литературы в сезон. Все издания, опубликованные под маркой ONE, изначально были заказаны и отредактированы Еленой Лаппин. Лаппин покинула издательство «Pushkin Press» в 2017 году, но издательство ONE продолжает уделять особое внимание современным англоязычным оригиналам.
В 2014 году издательство «Pushkin Press» опубликовало точный перевод на английский язык немецкого детского романа Эриха Кестнера 1949 года «Ловушка для родителей», выполненный Антеей Белл и ставший основой для одноимённой экранизации Disney 1961 года с Хейли Миллс в главной роли и её ремейка 1998 года с Линдси Лохан в главной роли. Затем, в 2020 году, австралийская актриса Руби Рис записала полный текст перевода Белл для издательства Bolinda Publishing.
В сентябре 2015 года они запустили издательство «Pushkin Vertigo» — зарубежное детективное издательство, публикующее криминальные романы, переведённые на английский язык со всего мира, уделяя особое внимание Японии и Франции. В 2024 году издательство получило премию Dagger Ассоциации писателей-криминалистов в номинации «Лучший издатель детективной литературы».
В 2024 году компания «Pushkin Press» приобрела издательство документальной литературы Steerforth Press из Нью-Гэмпшира и его дочернюю компанию Hanover Publisher Services. Pushkin Press сотрудничает с этими компаниями с 2014 года, когда Hanover начал распространять Pushkin Press в США через Penguin Random House Publishers Services.

## ONE
На сегодняшний день издательство ONE опубликовало книгу, вошедшую в шорт-лист Букеровской премии:
- Чигози Обиома[англ.] — «Рыбаки» (26 февраля, 2015 г.)